# Sonya Chervonsky
Sonya Chervonsky (Moscú, URSS, 15 de junio de 1983) es una deportista australiana que compitió en judo. Ganó seis medallas en el Campeonato de Oceanía de Judo entre los años 2002 y 2011.

## Palmarés internacional
| Campeonato de Oceanía | Campeonato de Oceanía        | Campeonato de Oceanía | Campeonato de Oceanía |
| Año                   | Lugar                        | Medalla               | Categoría             |
| --------------------- | ---------------------------- | --------------------- | --------------------- |
| 2002                  | Wellington (Nueva Zelanda)   | Medalla de oro        | –52 kg                |
| 2003                  | Suva (Fiyi)                  | Medalla de bronce     | –52 kg                |
| 2004                  | Numea (Francia)              | Medalla de oro        | –48 kg                |
| 2008                  | Christchurch (Nueva Zelanda) | Medalla de plata      | –52 kg                |
| 2010                  | Canberra (Australia)         | Medalla de oro        | –52 kg                |
| 2011                  | Papeete (Francia)            | Medalla de plata      | –52 kg                |